# Ebern
Ebern je město v okrese Haßberge v kraji Dolní Franky v Bavorsku v Německu. K roku 2022 mělo 7304 obyvatel. Nachází se 22 kilometrů jihozápadně od města Coburg severozápadně od Bamberku. Starostou města je Jünger Hennemann.

## Geografie
Ebern se nachází 27 kilometrů severně od Bamberku, mezi východním úpatím Haßberge a Zeilberge. Místo se nachází v nadmořské výšce 279 m n. m.

## Etymologie
Název města Ebern je odvozen od germánského kmene Ebern, což v překladu znamená kanec.

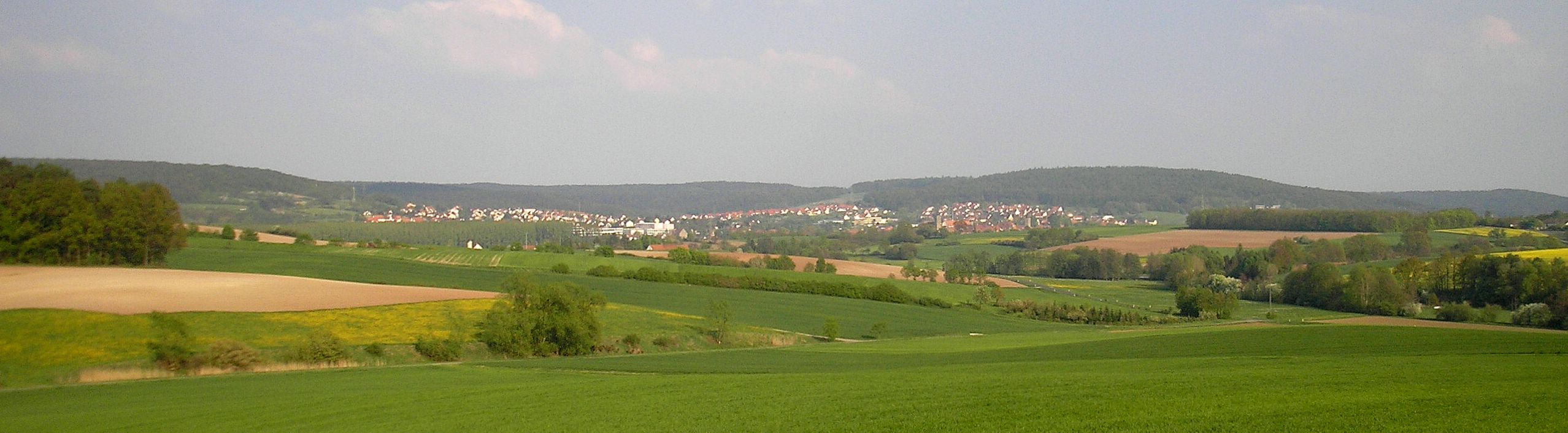
Panorama města a nížinatého okolí

## Historie

### Středověk
První zmínka o městě pochází z 10. dubna 1151. Ebern patřil ke klášteru Würzburg, který však byl v roce 1216 zrušen. Město bylo centrem obchodu regionu. V roce 1335 získalo město práva na opevnění, díky čemuž mohly bát vybudovány hradby. Císař Ludvík IV. tím utvrdil význam města, které leželo na významných obchodních trasách. Stavba hradeb však probíhala již dříve - doložena je například z let 1303 a 1313.
Roku 1396 se město spojilo se šlechtou, která byla nespokojená s postojem würzburského biskupa, a vytvořilo federaci. V 15. a 16. století bylo dostavěno kamenné opevnění, které se dochovalo dodnes. Dochovaly se i čtyři malé obranné věže a velká šedá věž. Roku 1430 ve městě vypukl velký požár, který zničil většinu městské zástavby.
Od roku 1500 byl Ebern součástí Franckého kraje. Během rolnické války v roce 1525 se město spojilo s povstalci. 8. května 1525 bylo město vypleněno a velmi poškozeno. 26. června téhož roku byli na náměstí popraveni někteří představitelé města.
Reformace v oblasti byla velmi pomalá - v roce 1576 se ke katolické církvi přihlásili pouze tři členové městské rady.

### 17. a 18. století
Během Třicetileté války město strádalo. Několikrát se v něm usadili i vojáci. Během války (v roce 1626) v obci vypukla také epidemie moru, který sem dovezla skupina jezdců. Po uzavření Vestfálského míru začala oprava zničeného města. Úbytek obyvatel byl kompenzován příchodem obyvatel z Čech a Slezska.

### 19. a 20. století
Během revoluce v roce 1848 se někteří občané města připojili k povstalcům.
Během první světové války zemřelo 41 občanů města, hlavně kvůli jejich konzervativnímu postoji. Ve volbách v roce 1919 vyhrála volby Bavorská lidová strana. V roce 1933 vyhráli městské volby nacisté. Do roku 1945 nebyly ve městě provedeny žádné kroky, které by utlačovaly místní židovskou komunitu. Po druhé světové válce se v okolí města usadilo mnoho imigrantů ze Sudet.
Město bylo osvobozeno bez boje kapitulací. V obci byla otevřena také první mateřská školka.

### 21. století
Po konci studené války význam města upadal a bylo zavřeno mnoho úřadů.

## Demografie
Počet obyvatel města stoupá. V období od roku 1988 do roku 2018 se počet obyvatel zvýšil ze 7 101 na 7270 o 169 obyvatel, tj. O 2,4%. V roce 2019 mělo město 7317 obyvatel.

## Památky[3][4]
- Farní kostel svatého Vavřince - farní kostel
- Karner (kostnice) - kostnice
- Marienkapelle - kaple na hřbitově
- Grauturm - brána se zvonkohrou
- Historická radnice
- Muzeum Ebern - v bráně Grauturm
- Kaple - zasvěcená svaté Barboře
- Zámek Eyrichshof
- Zřícenina hradu Rotenhan - zbytky skalního hradu
- Zřícenina hradu Rauheneck Raueneck
- Hrad Weißenbrunn
- Mariengrotte
- Židovský hřbitov

## Ekonomika
Ve městě se nalézají továrny několika velkých společností (VALEO, FTE automotive).
Ve městě bylo postaveno obchodní centrum, ve kterém jsou sdružovány různé obchody a služby (potraviny, prodejny nepotravinářského zboží, prodejny textilního zboží a železářství). Ve městě se nachází i mnoho menších obchodů.

## Osobnosti
- Martin Bätz
- Katja Röder
- Friedrich Rückert

## Galerie

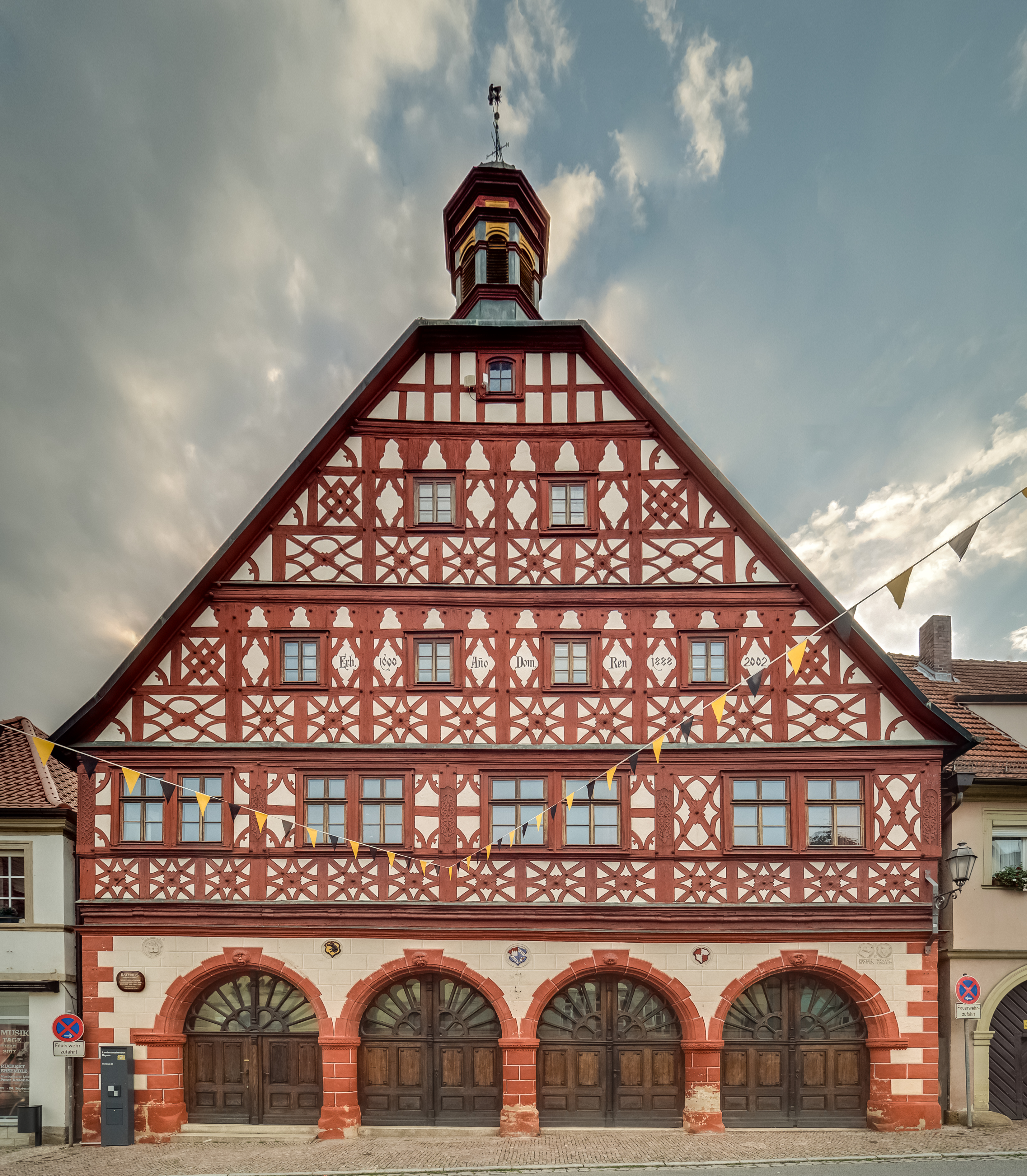
Stará městská radnice
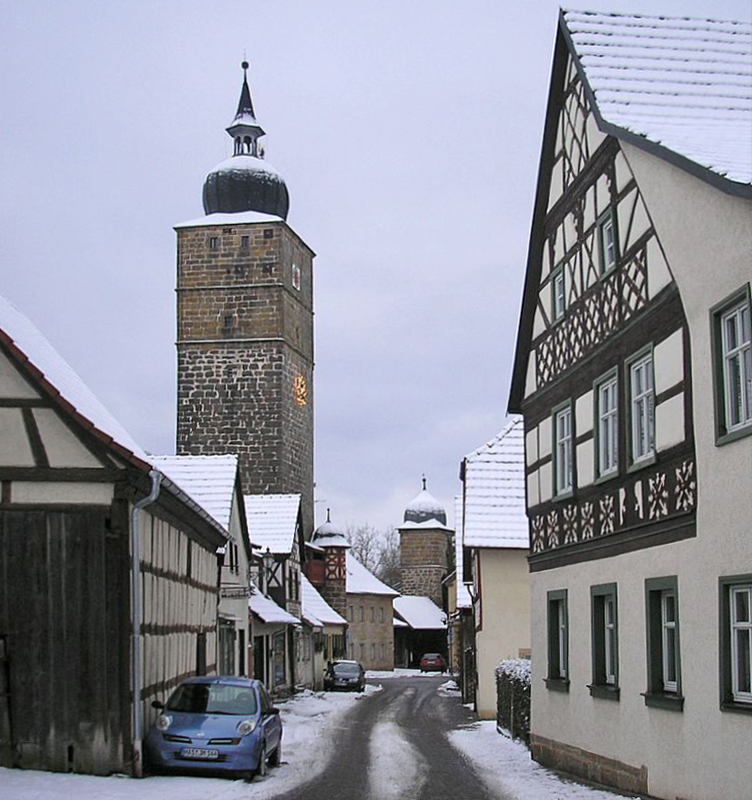
Šedá věž
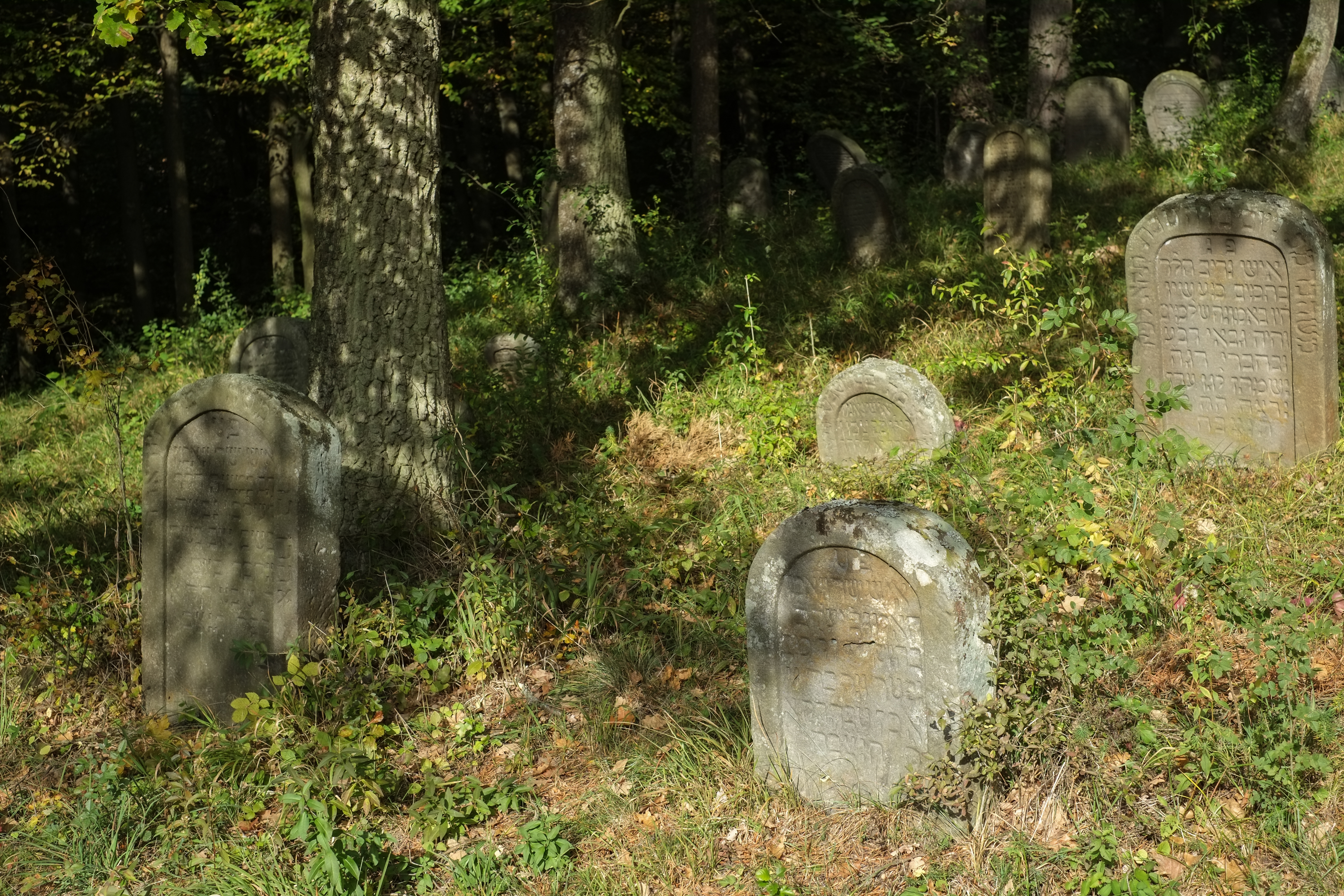
Židovský hřbitov
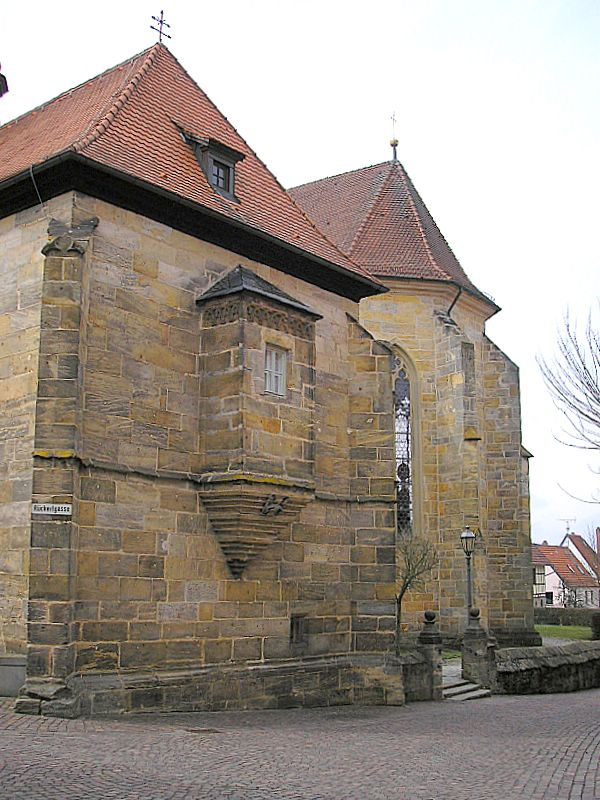
Historické budovy v centru
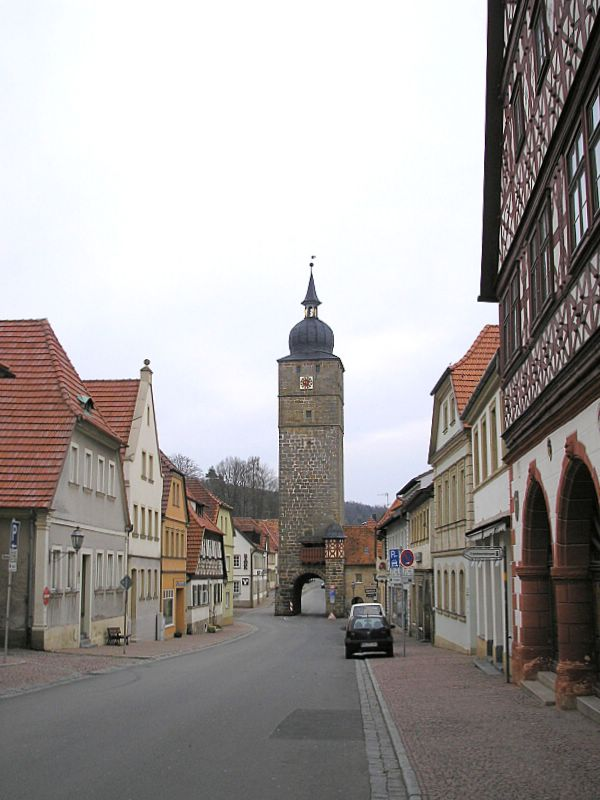
Šedá věž
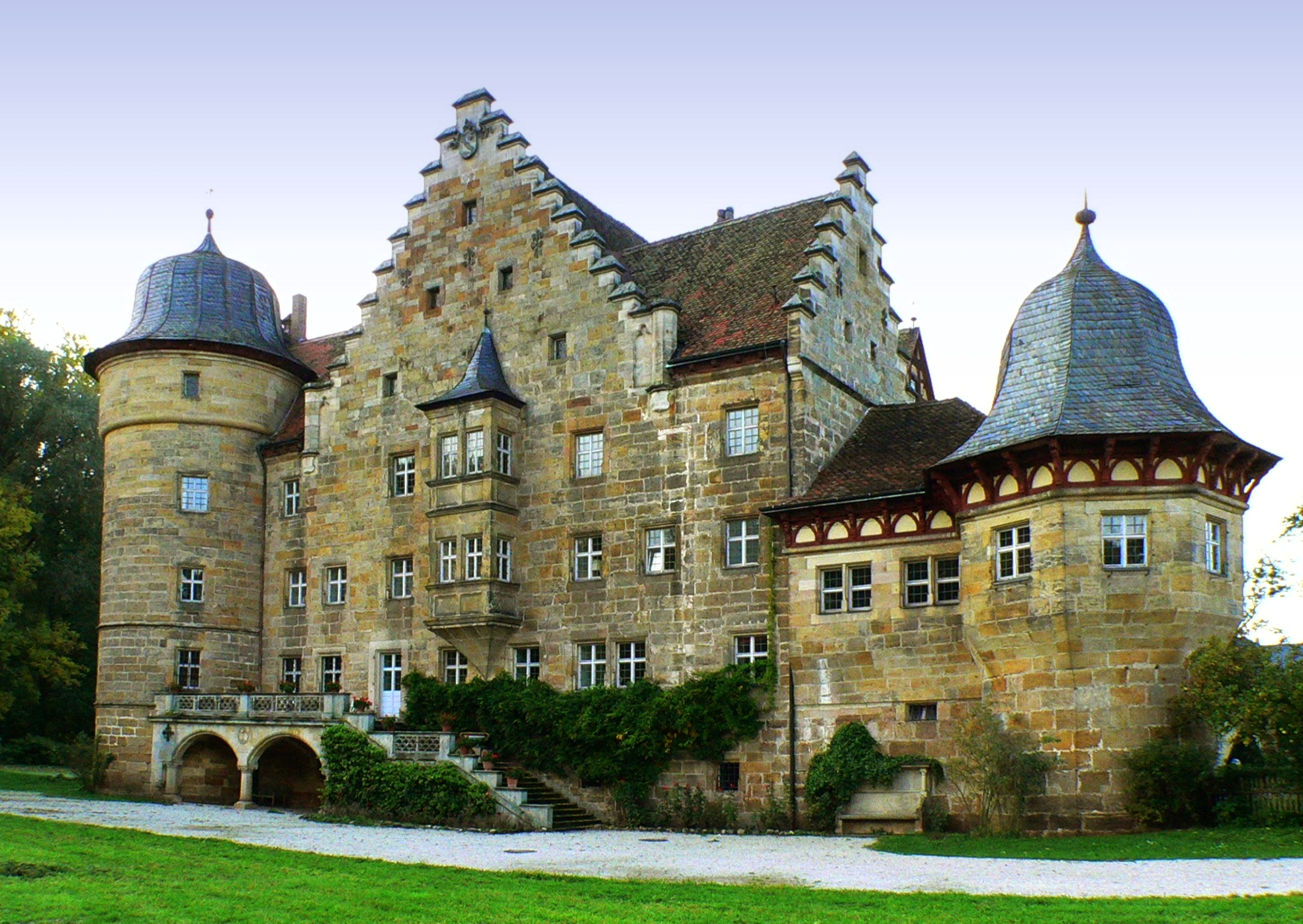
Zámek Eyrichshof
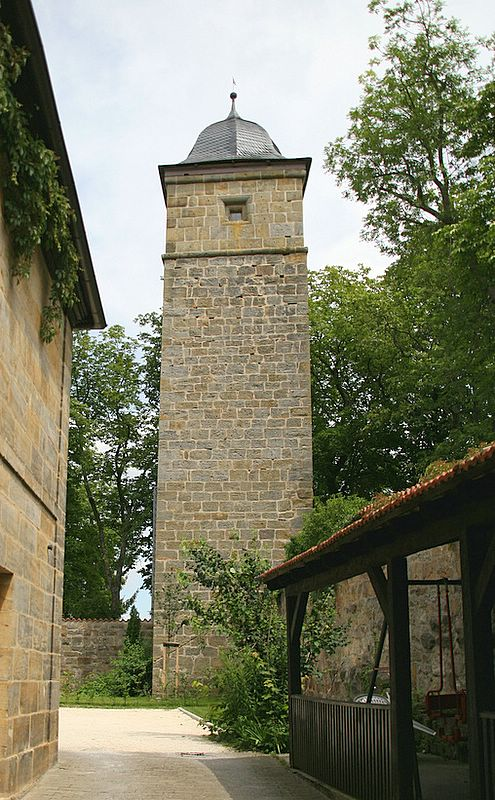
Jedna z věží městského opevnění